# سان إستيبان ديل فايي
بلدية سان إستيبان ديل فايي (بالإسبانية: San Esteban del Valle) هي بلدية تقع في مقاطعة آبلة التابعة لمنطقة قشتالة وليون وسط إسبانيا.

## الديموغرافيا
بلغ عدد سكان بلدية سان إستيبان ديل فايي 850 نسمة عام 2011 (وفقاً للمعهد الوطني للإحصاء الإسباني).
| 954 | 896 | 882 | 893 | 869 | 865 | 850 |